# Escola de Mont-ros
L'Escola de Mont-ros és una obra de la Torre de Cabdella (Pallars Jussà) protegida com a Bé Cultural d'Interès Local.

## Descripció
L'escola de Mont-rós presenta una planta rectangular i disposa de dos nivells inferiors comunicats per una única escala. Exteriorment, la composició de l'escola té un clar eix de simetria marcat per la porta d'accés a l'edifici al damunt de la qual hi ha un balcó que es repeteix als extrems de l'immoble. En canvi a les altres tres façanes no s'estableix cap criteri compositiu i les obertures, quan apareixen, són fruit únicament del programa interior de l'edifici. Així la façana nord és completament opaca, mentre que les altres dues (est i oest) només presenten dues obertures per cada banda.
Pel que fa al funcionament interior de l'edifici, un cop travessada la porta d'accés, es genera un vestíbul amb la presència de l'escala de volta d'aresta. Aquest espai també determina la distribució de la planta baixa en dues meitats:
L'àrea de la dreta fou utilitzada com a gran aula i sala d'actes, amb la disposició d'un petit escenari que permetia la projecció de pel·lícules, actuacions teatrals, etc.
L'àrea de l'esquerra funcionà també com a aula a partir d'un únic accés des del vestíbul. En el seu extrem oposat, es disposà un cos de serveis que fou modificat a principis dels anys 1960.
El forjat que suporta la planta pis és constituït per un embigat de fusta unidireccional que cobreix la llum d'uns 7 m d'amplada. Sobre aquestes bigues es recolzen les biguetes de fusta que originen els revoltons ceràmics a base de dues filades de maó. En la part del vestíbul d'accés, on hi ha l'escala de comunicació, es canvia el sentit de l'estructura i s'utilitza el formigó armat per tal de resoldre la jàssera que separa el cos de l'escala de la resta del vestíbul.

## Història
L'escola de Mont-ros forma part dels equipaments que es van construir amb motiu de la implantació de les Centrals Hidràuliques. Concretament és una obra de l'arquitecte Ignasi de Villalonga i Casañés, construïda entre els anys 1916 i 1922 segons es desprèn de l'Arxiu Històric del Col·legi d'Arquitectes de Catalunya.
Es caracteritza per ser l'inici d'una xarxa de centres d'ensenyament que s'estén per la vall Fosca que fan una pedagogia avançada per a la seva època. El pedagog Artur Martorell va organitzar-hi les Colònies Escolars d'Estiu a la vall de Cabdella.
A l'immoble hi ha dues plaques commemoratives:
A)	La primera a la jàssera central davant de les escales: "al fill adoptiu de Monros D. Eugeni Maëder generós protector d'aquestes escoles. Acord de l'ajuntament en sessió del 16 IV 1922"
B)	La segona és fruit de les reformes portades a terme sota la dictadura franquista dins el "Plan Nacional de Construcciones escolares año 1959"